# W krzywym zwierciadle: Zlot absolwentów
W krzywym zwierciadle: Zlot absolwentów (ang. Class Reunion lub National Lampoon's Class Reunion) – amerykański film fabularny (komedia) z 1982 roku; jeden z filmów z serii W krzywym zwierciadle.

## Obsada
- Gerrit Graham jako Bob Spinnaker
- Michael Lerner jako dr Robert Young
- Misty Rowe jako Cindy Shears
- Blackie Dammett jako Walter Baylor
- Fred McCarren jako Gary Nash
- Miriam Flynn jako Bunny Packard
- Stephen Furst jako Hubert Downs
- Mews Small jako Iris Augen
- Shelley Smith jako Meredith Modess
- Zane Buzby jako Delores Salk
- Jacklyn Zeman jako Jane Washburn
- Barry Diamond jako Chip Hendrix
- Art Evans jako Carl Clapton
- Marla Pennington jako Mary Beth
- Randy Powell jako Jeff Barnes
- John Hughes jako „dziewczyna” z papierową torbą na głowie